# Dolenji Leskovec
Dolenji Leskovec is een plaats in Slovenië en maakt deel uit van de gemeente Krško in de NUTS-3-regio Spodnjeposavska. De plaats telde 288 inwoners op 1 januari 2020.